# 醒獅勲刀
醒獅勲刀（繁体字中国語: 醒獅勳刀）は、中華民国の勲刀であり、軍人に対する栄典としては最高位のものに位置づけられる。最高位の勲章を授与済みの将官が、さらに軍に対し功績を挙げたときに授与される。
1935年6月25日に陸海空軍勲章条例が制定された際に設けられた。これに先立つものとして、1931年11月23日の頒発陸海空軍勲刀規則による九星勲刀が存在している。これは、中級官佐（正、佐官相当）を対象とする一星から特に功績を挙げた上級官佐（監、将官相当）に対する九星までの勲刀である。
刀身には一方に「夷難定功」、他方に「我武維揚」と彫られている。一等から三等までの種別が存在し、その相違は一等が獅子9頭に金と黄の糸による房飾り、二等が獅子7頭に金と藍の糸による房飾り、三等が獅子5頭に金と紅の糸による房飾りによる装飾となる。
制定以来授与例が無く、日本とアメリカでも勲刀が廃止されていることから、2017年に行政院により廃止が提案されている。